# MIXION
MIXION（迷炫作用），台灣男子音樂組合，由張翔然和雷小胤組成，兩位成員均為混血兒。2012年11月16日發行首張同名EP，同時出道，在前已經歷約18個月的歌唱及舞蹈訓練。

## 成員

### 張翔然
- 英文名字：Max
- 生日：1986年5月31日
- 學歷：維克弗斯特大學經濟系畢業

### 雷小胤
- 英文名字：Steven
- 生日：1992年1月10日
- 學歷：加州Pomona文理學院。

## 音樂作品

### 迷你專輯
| 次序 | 簡介                                              | 曲目 |
| ---- | ------------------------------------------------- | --- |
| 1st  | 首張迷你專輯《MIXION》 - 發行日期：2012年11月16日 | 曲目 1. Move on 2. 好想愛 3. 愛妳為什麼 4. 愛妳為什麼（演奏版） 5. 好想愛（演奏版） 6. Move on（演奏版） |

## 經歷

### 電視通告
- 2012年10月31日中天綜合台：《黃金三百秒》
- 2012年11月5日超視：《大小姐進化論》
- 2012年11月13日三立：《完全娛樂》
- 2012年11月14日衛視中文台：《歡樂智多星》、中天娛樂台：《財神大地主》
- 2012年11月24日東森綜合台：《超級總動員》
- 2012年11月27日中天綜合台：《康熙來了》
- 2012年12月4日衛視中文台：《麻辣天后宮》
- 2012年12月8日中視：《達人總動員》
- 2012年12月9日中天綜合台：《音樂工場》
- 2012年12月10日超視：《女人好犀利》
- 2013年1月2日三立：《完全娛樂》
- 2013年1月10日衛視中文台：《麻辣天后宮》
- 2013年11月30日中視：《萬秀豬王》

## 外部連結
- 齊石傳播官方網站 （页面存档备份，存于）
- 齊石傳播官方Youtube （页面存档备份，存于）
- 齊石傳播官方網站-MIXION介紹網頁 （页面存档备份，存于）